# Liste der Monuments historiques in Valenton
Die Liste der Monuments historiques in Valenton führt die Monuments historiques in der französischen Stadt Valenton auf.

## Liste der Bauwerke
| Bezeichnung            | Beschreibung | Standort | Kennzeichnung | Schutzstatus | Datum | Bild           |
| ---------------------- | ------------ | -------- | ------------- | ------------ | ----- | -------------- |
| Château de la Tourelle | Schloss      | (Lage)   | PA00079912    | Classé       | 1948  | weitere Bilder |

## Liste der Objekte
- Monuments historiques (Objekte) in Valenton in der Base Palissy des französischen Kultusministeriums